# Koos Staal

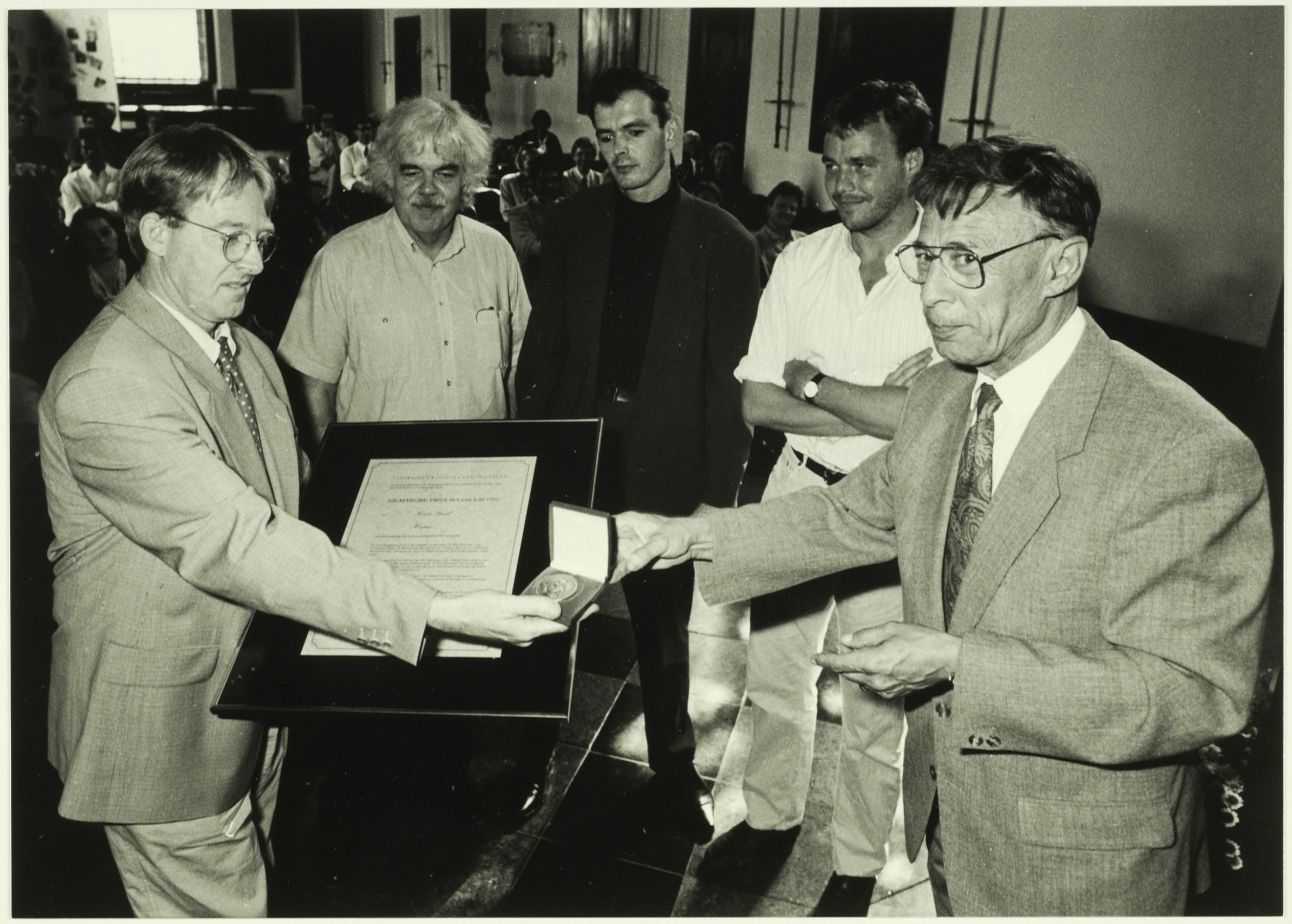
Uitreiking aan Staal van de grafische prijs Haarlem 1992

Koos Staal (1951) is een Nederlands grafisch ontwerper.

## Levensloop
Staal volgde een opleiding aan Academie Minerva te Groningen, afdeling grafisch ontwerpen, van 1970 tot 1975. Belangrijke docenten waren Ralph Prins en Karst L. Zwart. Stages liep hij bij Akzo, Arnhem en Total Design Amsterdam. Sindsdien is hij werkzaam als grafisch ontwerper met als eerste opdrachtgever Noorder Dierenpark. Die werkrelatie duurde tot 2009. Van 1993 tot 2014 werkt hij samen met Geja Duiker in de maatschap Staal & Duiker Ontwerpers. Sinds 2014 als zelfstandig grafisch ontwerper.
Het in Haren gevestigde bureau werkt voor diverse opdrachtgevers, veelal in de culturele en informatiesector, toeristische bedrijven, musea, uitgevers, overheid en culturele instellingen. Behalve het ontwerpen van boeken, tijdschriften, drukwerk, websites en tentoonstellingen is Koos Staal gespecialiseerd in het ontwerpen van basisconcepten voor dagbladen.
Staal legde vanaf 1988 de basis voor de dagelijkse vormgeving van meer dan 75 dagbladtitels, in Nederland voor onder andere Wegener, VNU, PCM, NDC, Hazewinkel Pers, Het Parool, HDC Media en Sdu.
Daarnaast ontwierp hij kranten in Denemarken, Duitsland en Maleisië. In respectievelijk 2000 en 2002 werden het door Koos Staal ontworpen Dagblad De Limburger en het Deense weekblad Ingeniøren winnaar van de European Newspaper Design Award.

## Publicaties
- PaperworksNL (Zoo Producties, 2012)
- De krant van gisteren (2014).